# امجد معافی
امجد معافی (به انگلیسی: Lamjed Maafi؛ زادهٔ ۱۹ مارس ۲۰۰۱) یک کشتی‌گیر فرنگی‌کار اهل تونس است. وی سابقه حضور در المپیک ۲۰۲۰ توکیو را دارد.